# Кирики-Улита (урочище)
Кирики-Улита — урочище, памятник природы регионального значения в Вологодской области. Находится близ деревни Кирики-Улита Вологодского района Вологодской области. Представляет собой холмистую, наполовину покрытую еловым лесом местность, через которую протекает река Шограш. Быстрое течение реки местами преграждается крупными валунами, принесенными сюда ледником. В народе название этой местности сокращают до «Кириков».
В урочище расположен популярный в народе «святой источник», который ежедневно посещают сотни людей.

## История
В 1930-е годы в урочище был создан заповедник «Вологодская Швейцария», принадлежавший Вологодскому краеведческому музею. Площадь его составляла 18,3 га.
В пик подъёма школьного туризма в урочище проводились турслёты. Местность пользуется успехом у любителей лыжного отдыха.
В 1963 году в урочище был создан памятник природы «Еловый лес». В 1973 году институтом «Союзгипролеc» был составлен проект лесопарка «Кирики-Улиты», однако он так и не был востребован.
В начале XXI века по одному из проектов через урочище должна была пройти трасса объездной дороги Вологды. В 2013 году было согласовано изменение трассы в обход парка.

## Флора и фауна
Главная ценность парка в том, что в нём сохранился один из немногих участков естественного хвойного леса в окрестностях Вологды.
В парке обитает порядка 110 видов птиц, а также крупные (лоси, кабаны) и мелкие (белки, бурозубки, полёвки, мыши и т. д.) млекопитающие.